# Sierra de la Estrella
La sierra de la Estrella (en portugués: Serra da Estrela) es la sierra más occidental del sistema Central, en Portugal. Este sistema montañoso se encuentra en el centro de dicho país y dentro del parque natural homónimo. Su máxima altura es de 1993 metros, en la Torre, siendo esta la máxima altura del Portugal continental. Está situada entre las ciudades de Seia y Covillana y posee la única estación de esquí del país, la Estación de Esquí Vodafone. El pico de la Torre se encuentra en el término municipal de Seia. En esta sierra hay varias lagunas y valles de origen glaciar.

## Geografía
La sierra se encuentra dividida por los valles glaciares del río Zêzere al norte y la Ribeira de Alforfa al sur. Al este de esta fractura queda la cuenca del Zêzere, afluente del Tajo; mientras que al oeste quedan las cuencas del Alva y el Mondego, el primero afluente del segundo. Finalmente, en la zona de Guarda (al norte de la sierra) encontramos una última cuenca, la del río Coa, que va en dirección sur-norte hasta desembocar al Duero.
La base de la sierra es bastante baja en todas sus orientaciones, con altitudes de unos 400-450 metros tanto en el lado oriental como en el occidental, y ascendiendo ligeramente de sur a norte.
En la zona de cumbres encontramos un gran altiplano por encima de los 1400-1500 metros. Al este de esta divisoria tenemos la zona de Penhas da Saúde, culiminada por el Alto da Pedrice (1.758 m) y al oeste nos situamos en la parte más alta de la sierra, con la cima de Torre (1.993 m).

### Clima
La Sierra de la Estrella cuenta con un clima de montaña templado, con veranos frescos e inviernos muy fríos. El factor de sensación térmica disminuye drásticamente con la aparición de fuertes vientos, comunes en las zonas altas. Las nevadas se pueden registrar todo el año menos en verano. Por las lluvias, la región tiene gran diversidad, como el núcleo de la Sierra con las zonas de mayor precipitación en el Portugal continental (2000 mm), y en la periferia tiene un régimen de lluvias muy inferiores (> 800 mm).
El principal factor que define el clima de la sierra es su cercanía al Océano Atlántico (unos 100 km). Esto hace que los frentes de precipitación procedentes del oeste choquen con esta cadena montañosa, primera de gran entidad desde el mar, dejando abundantes lluvias y nevadas. 

## Geología

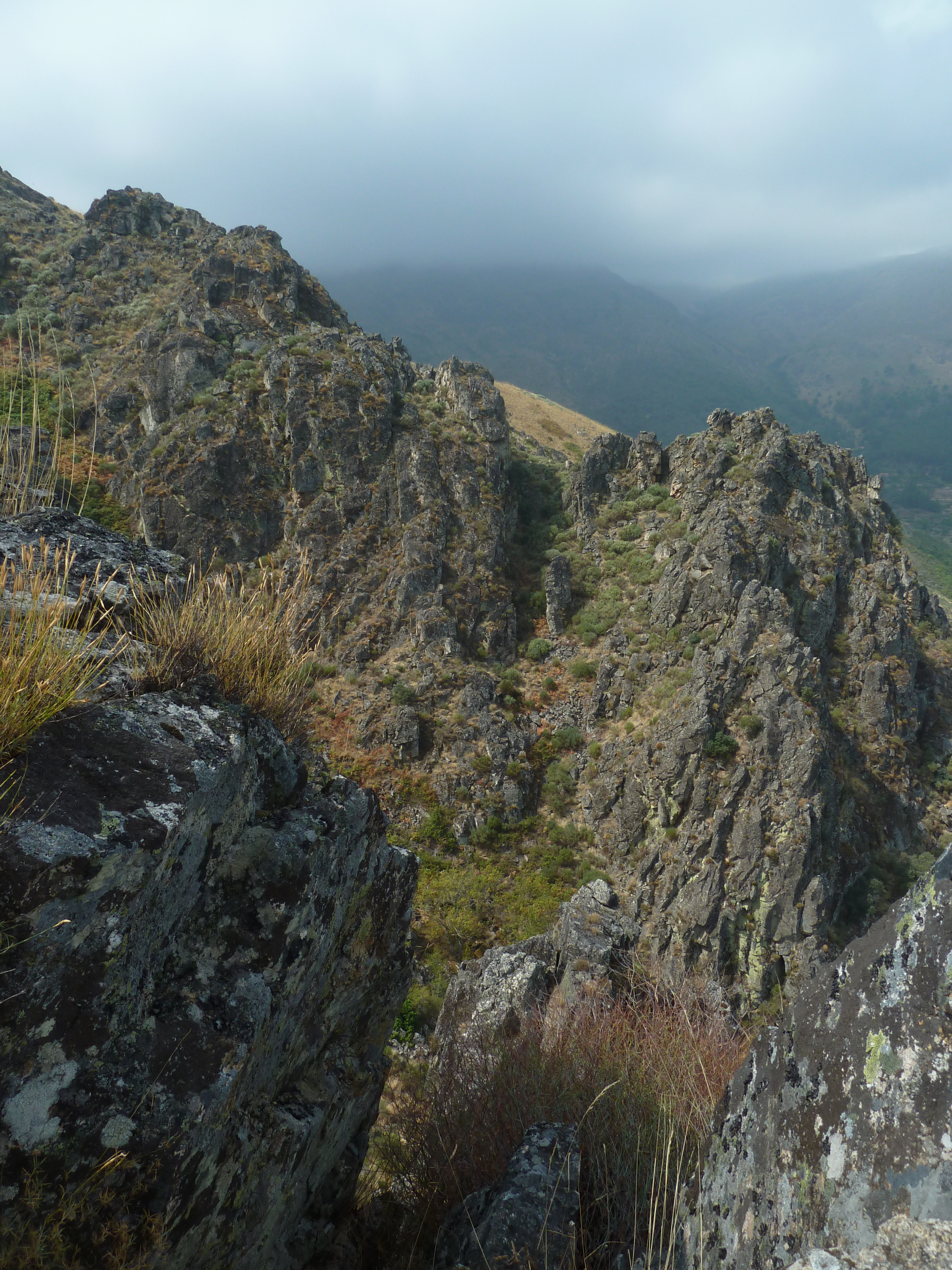
Rocas graníticas en las máximas altitudes de la sierra.

La sierra de la Estrella está constituida por extensos afloramientos de granitos, con edades entre 340 y 280 millones de años, intercalados con rocas metamórficas, como los esquistos, de entre 650 a 500 millones de años. Estas formaciones geológicas, dominantes, son atravesadas por numerosos filones de cuarzo, pegmatitas graníticas y doleritas.
En las áreas de granitos, con mayor expresión en el extremo norte de la montaña y zonas circundantes, el paisaje está dominado por mesetas extensas delimitadas por vertientes abruptas. En estas zonas, los cursos de agua se instalan sobre la red de fallas y fracturas tectónicas existentes, presentando, por lo tanto, un trazado esencialmente rectilíneo. En los lugares que estuvieron sujetos a la acción de los glaciares, durante el último período glaciar, pueden observarse formas erosivas, como circos y valles glaciares.

## Flora

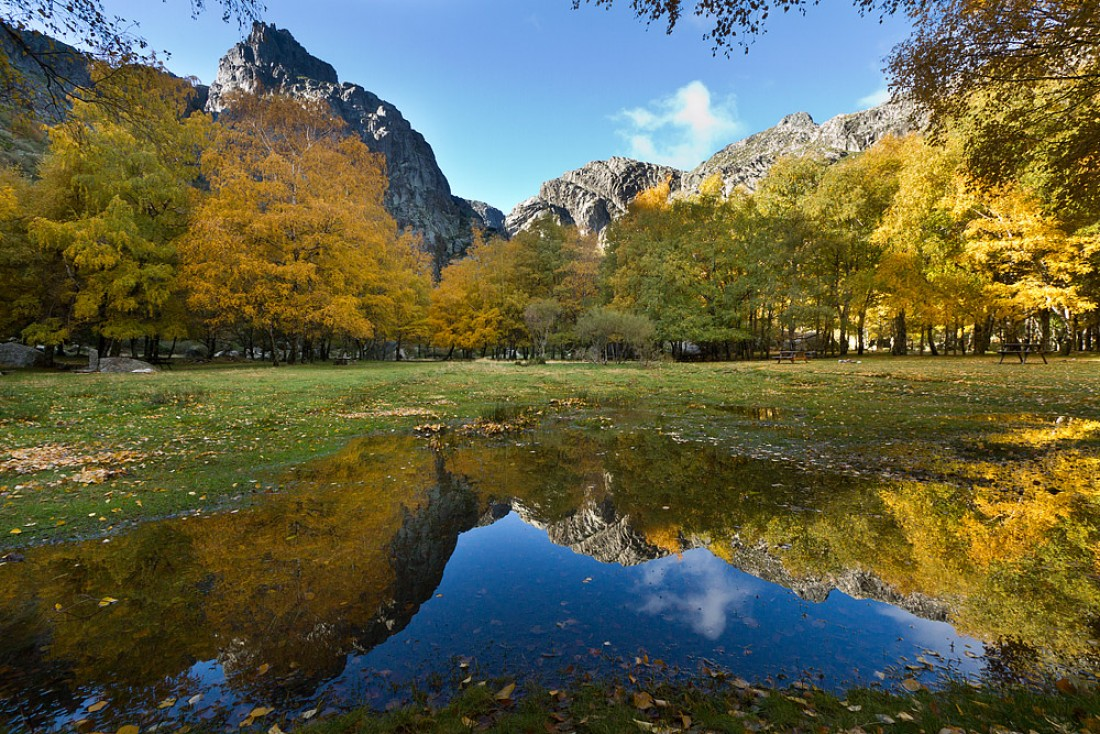
Covão d'Ametade.

Por su posición latitudinal y pequeña distancia con respecto al océano Atlántico, la sierra de la Estrella está sujeta a influencias climáticas mediterráneas, atlánticas y continentales. Estos aspectos, en conjunto con la complejidad orográfica y geológica y con la acción del hombre a lo largo de los últimos siglos, determinan una diversidad biológica elevada en la flora y la vegetación.
El piso basal está muy condicionado por el aprovechamiento humano y poca vegetación natural subsiste. Desde el pie de montaña hasta los 800-900 metros de altitud, se desarrolla el bosque mediterráneo de encina (Quercus rotundifolia) y alcornoque (Quercus suber), en las vertientes sudeste y suroeste, y de robles caducifolios (Quercus robur) al oeste, norte y noroeste. Los extensos bosques de fresno (Fraxinus angustifolia) se asocian a suelos húmedos y, en los valles a lo largo de los ríos, existen galerías de aliso (Alnus glutinosa), sauce (Salix sp.) y olmo (Ulmus minor).
En el piso intermedio, ubicado entre los 800-900 metros y los 1600-1800 metros de altitud, la vegetación espontánea potencial estaría formada por bosques de roble negral (Quercus pyrenaica). Bajo condiciones climáticas más húmedas se desarrollan bosques de abedul (Betula alba) y tejos (Taxus baccata). En este piso han sido introducidos para la explotación forestal grandes bosques de pino rodeno.
El piso superior, situado por encima de los 1800 metros de altitud, es el menos desarrollado; no sólo debido a la altitud, sino también a su pequeña extensión territorial, siendo al mismo tiempo aquel en donde la acción del hombre se ha hecho sentir menos. En el pasado, en el retroceso de los glaciares, el abedul, el roble negral, el pino silvestre (Pinus sylvestris) y el tejo marcaban presencia en este piso en conjunto con el enebro (Juniperus communis). En el presente, la vegetación predominante está constituida por un mosaico de formaciones arbustivas (destacando el piornal), marcado por el dominio del enebro, que se desarrolla entre prados de montaña, comunidades rupícolas y lacustres.

## Fauna
La fauna silvestre de la sierra de la Estrella se caracteriza por una riqueza y diversidad elevadas, constituyendo a nivel nacional una de las zonas de montaña más importantes para la conservación de la naturaleza. Esta riqueza resulta, en gran medida, de la significativa diversidad de hábitats existente en un área extensa, con una orografía accidentada y en la que la acción negativa del hombre sobre los ecosistemas naturales es poco expresiva, en relación con otras regiones. Así, en la sierra de la Estrella y áreas envolventes hay descritas cerca de 250 especies de vertebrados terrestres y acuáticos y más de 2100 especies de invertebrados, muchas de las cuales poseen un estatuto de conservación prioritario a nivel europeo.
Es posible encontrar el águila ratonera (Buteo buteo) o el zorro (Vulpes vulpes), que se refugian en los pequeños pinares y cazan en áreas abiertas; En las zonas en que el estrato arbóreo es dominante, es posible encontrar la jineta (Genetta genetta), la garduña (Martes foina), el cárabo (Strix aluco) y el gorrión chillón (Petronia petronia).
La fauna de anfibios y reptiles de la sierra incluye 13 y 20 especies respectivamente, siendo de las más diversificadas a nivel nacional. La lagartija de montaña (Iberolacerta monticola) es una subespecie endémica de la sierra de la Estrella, con una distribución restringida a altitudes superiores a 1400 metros. También la salamandra lusitánica (Chioglossa lusitanica) y la víbora cornuda (Vipera latastei), por la vulnerabilidad de sus poblaciones, merecen referencia particular.

## Altitud máxima

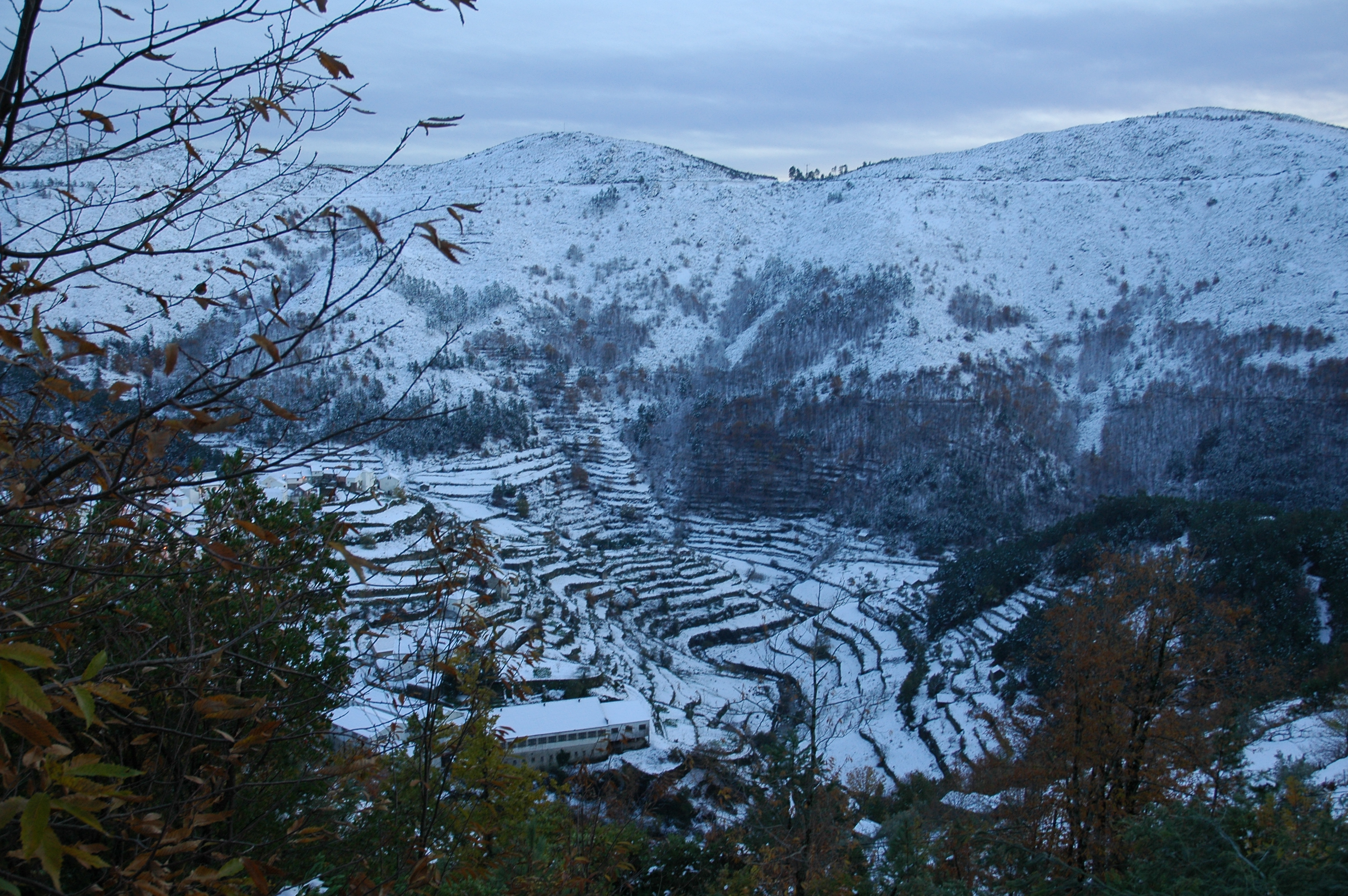
Sierra de la Estrella nevada.

La sierra de la Estrella llega a su cota máxima con los 1993 m de altitud en un altiplano llamado Torre, que hace de límite entre los municipios de Covillana, Manteigas y Seia. Su prominencia es de 1204 m. 
Para llegar a la altitud de 2000 m fue construida en la cima una torre de 7 metros.

## Ríos

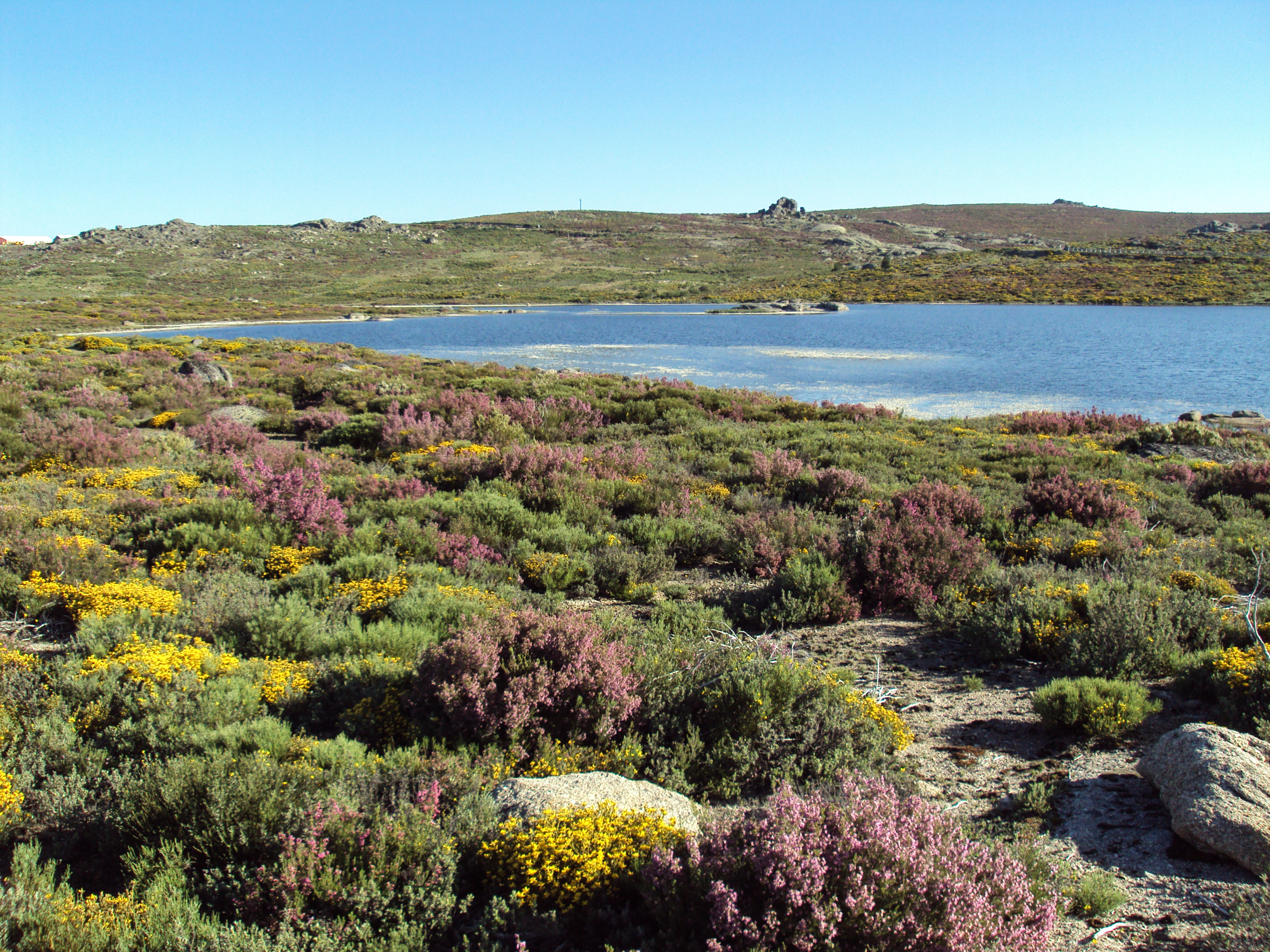
Lago Viriato, de origen glaciar.

En esta sierra nacen tres ríos: el Mondego, que es el mayor curso fluvial íntegramente portugués, y el Cécere, que es afluente del Tajo, el Alva, que es afluente del Mondego, también nace en esta cordillera.

## Leyendas
Se cree que los antiguos romanos llamaron a esta zona de mayor altitud «Montes Herminios» (Herminius Mons) o «Montes de Hermes» (dios grecolatino de los pastores también llamado Mercurio). Se cree que esta región fue la cuna del guerrero lusitano Viriato.